# Heliotropium chorassanicum
Heliotropium chorassanicum är en strävbladig växtart som beskrevs av Bge. Heliotropium chorassanicum ingår i Heliotropsläktet som ingår i familjen strävbladiga växter. Inga underarter finns listade i Catalogue of Life.